# Tagebuch eines Skandals
Tagebuch eines Skandals (Originaltitel: Notes on a Scandal) ist ein britisches Filmdrama von Richard Eyre aus dem Jahr 2006. Die Handlung beruht auf dem Roman Notes on a Scandal von Zoë Heller aus dem Jahr 2003.

## Handlung
Die über 60-jährige Barbara Covett ist Geschichtslehrerin an der Londoner St.-Georgs-Schule, an der sie nach altmodischen sittenstrengen Methoden ihren Unterricht gestaltet. Sie gilt als hart und ist nicht beliebt, wird aber als Lehrkraft von ihren Kollegen geachtet. Außerhalb der Schule führt sie ein eher einsames Dasein, ohne Freunde und ohne eine eigene Familie. Dies ändert sich, als eines Tages die 37-jährige Kunstlehrerin Sheba Hart an ihre Schule versetzt wird. Die pädagogisch eher unvermögende neue Lehrerin wird sofort von Covett in Augenschein genommen, die durch die genaue Beobachtung der Kollegin und erste Kontaktversuche ihren trüben Alltag zu bereichern versucht. Covett freundet sich mit der unkonventionellen, aufgeschlossenen Kollegin an und fühlt sich stark von ihr angezogen. In einem Gespräch vertraut sich Sheba später Barbara an; sie beklagt das Erlöschen der Leidenschaft in der Beziehung zu Richard, ihrem 20 Jahre älteren Mann, und wünscht sich, dem Dasein als Mutter ihrer Kinder, der 15-jährigen, von Liebeskummer geplagten Polly und Bens, ihres Sohns mit Down-Syndrom, zu entfliehen.
Während einer Schulaufführung bemerkt Barbara Covett das Fehlen ihrer Kollegin. Sie sucht nach ihr und beobachtet, wie diese mit dem Schüler Steven Connolly Sex hat. Später stellt Barbara Covett Sheba Hart darüber zur Rede. Sheba leugnet nichts und schildert, wie sie in die Affäre mit dem erst 15-Jährigen „hineingerutscht“ ist. Barbara verspricht Sheba zu schweigen, benutzt ihre Kenntnis der Affäre aber als Druckmittel, um tiefer in Shebas Privatleben einzudringen. Zugleich wird deutlich, dass sie sich von Sheba als Dank für ihre Verschwiegenheit mehr als nur Freundschaft erhofft. Der jungen Lehrerin gelingt es jedoch nicht, sich von Steven zu lösen, obgleich sie sich verstärkt um Richard, Polly und Ben kümmert.
Als eines Tages Barbaras altersschwache Katze eingeschläfert werden soll, verlangt Barbara von Sheba, dass diese sie begleitet. Sheba muss jedoch ablehnen, um bei der Schulaufführung anwesend zu sein, wo ihr Sohn als Zauberer auftritt. Barbara, die entdeckt, dass Sheba ihr Versprechen, mit Steven Schluss zu machen, nicht gehalten hat, fühlt sich von ihr im Stich gelassen und verletzt. Als ein Kollege ihr seine Gefühle für Sheba gesteht, deutet Barbara ihm an, dass Sheba wohl eher auf jüngere Männer, ja, Schüler stehe – und lässt Stevens Namen fallen. Dadurch wird der Skandal öffentlich, die Boulevardpresse stürzt sich auf die Geschichte. Barbara wird als Mitwisserin in der Schule enttarnt und vom Unterricht suspendiert, weil sie sich weigert, einer Frühpensionierung zuzustimmen. Es wird auch bekannt, dass Barbara nicht zum ersten Mal in dem Wunsch, ihrer Einsamkeit zu entfliehen, die Beziehung einer Kollegin zerstört hat. Shebas Ehe zerbricht am Bekanntwerden ihrer Affäre, sie trennt sich von ihrem Ehemann und zieht bei Barbara ein, von deren Verrat sie noch nichts ahnt. In Barbaras Wohnung findet sie jedoch deren Tagebuch, in dem akribisch alle Abläufe der Ereignisse dokumentiert sind, wodurch Barbaras Verrat entlarvt wird. Sheba verlässt daraufhin die Wohnung ihrer vermeintlichen Freundin und kehrt zu ihrer Familie zurück.
Sheba Hart wird am Ende des Films zu einer Freiheitsstrafe von zehn Monaten verurteilt. Barbara hingegen lernt Anabelle kennen, eine junge Frau in Shebas Alter, die gerade in einer Tageszeitung einen Artikel zur Urteilsverkündung liest. Barbara spricht sie an und versucht, auf diesem Wege eine neue Freundschaft zu gewinnen.

## Kritiken
Justin Chang lobte in der Zeitschrift Variety vom 8. Dezember 2006 die Darstellung von Judi Dench, die den Zuschauer dazu veranlasse, Mitgefühl für die Einsamkeit des von Dench gespielten Charakters zu entwickeln. Die Darstellung von Cate Blanchett wird als „absolut überzeugend“ bezeichnet.
Die von Judi Dench verkörperte Barbara Covett, schreibt Peter Zander in der Welt, „liebt Frauen – hasst sich aber selbst dafür. Hat sich ein Leben lang gezwungen, ihre Gefühle zu unterdrücken, und glaubt, derlei Gefühle denn auch nur durch Zwang erpressen zu können. Kein soundsovielter Film über die ‚böse Lesbe‘ also, sondern über Homophobie und wie sie die Menschen verbiegen kann.“

## Auszeichnungen
Bei der Oscarverleihung 2007 war der Film in den Kategorien Beste Hauptdarstellerin (Judi Dench), Beste Nebendarstellerin (Cate Blanchett), Bestes adaptiertes Drehbuch und Beste Filmmusik nominiert. Judi Dench, Cate Blanchett und der Drehbuchautor Patrick Marber waren für den Golden Globe Award nominiert.
Der Film gewann 2007 bei der Berlinale den Teddy Ballot Volkswagen Audience Award.
Judi Dench, Cate Blanchett und Philip Glass wurden 2006 für den Satellite Award nominiert. Cate Blanchett gewann 2006 den Toronto Film Critics Association Award und den Dallas-Fort Worth Film Critics Association Award.

## Hintergrund
Der Film wurde in London und in Eastbourne (East Sussex) gedreht. Er wurde in ausgewählten Kinos der USA am 25. Dezember 2006 uraufgeführt. In der breiten Veröffentlichung in den USA spielte der Film ca. 17,5 Millionen US-Dollar ein; außerhalb der Vereinigten Staaten wurden ca. 26,2 Millionen US-Dollar eingespielt.
Zoë Heller, die abseits ihrer Arbeit als Romanautorin eine Kolumne beim Daily Telegraph führt, schrieb mit ihrem zweiten Werk Tagebuch einer Verführung eine Geschichte, die auf einem wahren Fall beruht. Ihr Buch basiert auf einem Vorfall Mitte der 1990er Jahre, als die US-amerikanische Pädagogin Mary Kay LeTourneau für Schlagzeilen sorgte, nachdem sie wegen sexueller Handlungen mit einem 13-jährigen Schüler zu einer siebenjährigen Freiheitsstrafe verurteilt worden war.

## Trivia
Cate Blanchett, Judi Dench und Anne-Marie Duff spielten schon Elisabeth I.: Blanchett in Elizabeth (1998), Dench in Shakespeare in Love (1998) und Duff in The Virgin Queen (2005).
Die Langspielplatte, die Steven in Shebas Atelier betrachtet, ist Kaleidoscope von Siouxsie and the Banshees (1980). Das Lied Dizzy, das in dieser Szene gespielt wird, ist von dieser Band und wurde erstmals 1992 veröffentlicht.

## Synchronisation
Der Film wurde bei der Interopa Film in Berlin vertont. Alexander Löwe schrieb das Dialogbuch, Frank Schaff führte die Dialogregie.
| Rolle            | Schauspieler     | Synchronsprecher   |
| ---------------- | ---------------- | ------------------ |
| Sheba Hart       | Cate Blanchett   | Bettina Weiß       |
| Barbara Covett   | Judi Dench       | Gisela Fritsch     |
| Ted Mawson       | Tom Georgeson    |                    |
| Sandy Pabblem    | Michael Maloney  | Uwe Büschken       |
| Sue Hodge        | Joanna Scanlan   | Almut Zydra        |
| Bill Rumer       | Shaun Parkes     | Robert Glatzeder   |
| Linda            | Emma Kennedy     |                    |
| Gita             | Syreeta Kumar    |                    |
| Steven Connolly  | Andrew Simpson   | Filipe Pirl        |
| Brian Bangs      | Philip Davis     | Rüdiger Evers      |
| Elaine Clifford  | Wendy Nottingham | Sabine Arnhold     |
| Antonia Robinson | Tameka Empson    |                    |
| Davis            | Leon Skinner     | Raúl Richter       |
| Richard Hart     | Bill Nighy       | Frank Glaubrecht   |
| Polly Hart       | Juno Temple      | Lisa May-Mitsching |